# Кацхи (Чиатурский муниципалитет)
Кацхи (груз. კაცხი) — село в Грузии, на территории Чиатурского муниципалитета края (мхаре) Имеретия.

## География
Село находится на западе центральной части Грузии, в долине реки Кацхура, на расстоянии приблизительно 4 километров (по прямой) к западу от города Чиатура, административного центра муниципалитета. Абсолютная высота — 523 метра над уровнем моря.

## Население
По результатам официальной переписи населения 2014 года, в Кацхи проживало 403 человека (190 мужчин и 213 женщин). В национальной структуре населения грузины составляли 99,8 %, русские — 0,2 %.
| Год  | Население, человек |
| ---- | ------------------ |
| 2002 | 756                |
| 2014 | ↘ 403              |

## Достопримечательности
В селе расположен одноимённый монастырь, основанный в XI веке.